# Iwan Taranow
Iwan Taranow (ros. Ива́н Тара́нов, ur. 30 października 1994) – rosyjski kierowca wyścigowy.

## Kariera

### Formuła Renault 2.0
Taranow rozpoczął karierę w wyścigach samochodowych w 2011 roku od startów w wyścigach z serii Formuły Renault BARC oraz Finału Formuły Renault Protyre. Z dorobkiem odpowiednio 84 i 98 punktów uplasował się tam odpowiednio na czternastej i siódmej pozycji w klasyfikacji generalnej. Rok później w Formule Renault BARC był dziesiąty, a w edycji zimowej tej serii – ósmy. W 2012 roku Rosjanin wystąpił także we Włoskiej Formule Renault, gdzie uplasował się na dwudziestej pozycji. W sezonie 2013 Taranow kontynuował starty w Formule Renault Protyre, gdzie trzykrotnie stawał na podium, a dwukrotnie na jego najwyższym stopniu. Z dorobkiem 140 punktów uplasował się na dwunastym miejscu w końcowej klasyfikacji kierowców. W Tym samym roku zaliczył również cztery wyścigi w Alpejskiej Formule Renault 2.0, gdzie jednak nie zdobywał punktów.

### Seria GP3
Na sezon 2014 Taranow podpisał kontrakt z niemiecką ekipą Hilmer Motorsport na starty w Serii GP3. Wystartował jednak jedynie w wyścigach rundy w Barcelonie. W pierwszym wyścigu nie osiągnął linii mety, a w drugim był dwudziesty. Został sklasyfikowany na 35 miejscu w końcowej klasyfikacji kierowców.

## Statystyki
| Sezon | Seria                                | Zespół                    | Wyścigi | Zwycięstwa | PP | NO | Podium | Punkty | Pozycja |
| ----- | ------------------------------------ | ------------------------- | ------- | ---------- | -- | -- | ------ | ------ | ------- |
| 2011  | Formuła Renault BARC                 | Daytona Motorsport        | 12      | 0          | 0  | 0  | 0      | 84     | 14      |
| 2011  | Finał Formuły Renault BARC           | Antel Motorsport          | 6       | 0          | 0  | 0  | 3      | 98     | 7       |
| 2012  | Formuła Renault BARC                 | Antel Motorsport          | 14      | 0          | 0  | 0  | 0      | 142    | 10      |
| 2012  | Formuła Renault BARC                 | Scorpio Motorsport        | 14      | 0          | 0  | 0  | 0      | 142    | 10      |
| 2012  | Formuła Renault BARC (edycja zimowa) | Core Motorsport           | 4       | 0          | 0  | 0  | 0      | 43     | 8       |
| 2012  | Włoska Formuła Renault               | Green Goblin by Facondini | 2       | 0          | 0  | 0  | 0      | 2      | 20      |
| 2012  | Single-seater V de V Challenge       | Antel Motorsport          | 2       | 0          | 0  | 0  | 0      | 26     | 43      |
| 2013  | Formuła Renault Protyre              | Scorpio Motorsport        | 10      | 2          | 1  | 1  | 3      | 140    | 12      |
| 2013  | Alpejska Formuła Renault 2.0         | Tech 1 Racing             | 4       | 0          | 0  | 0  | 0      | 0      | 34      |
| 2014  | Seria GP3                            | Hilmer Motorsport         | 2       | 0          | 0  | 0  | 0      | 0      | 35      |

## Wyniki w GP3
| Legenda oznaczeń w tabelach wyników Wyświetl szablon na nowej stronie | Legenda oznaczeń w tabelach wyników Wyświetl szablon na nowej stronie                                                                     |
| Oznaczenie                                                            | Wyjaśnienie |
| --------------------------------------------------------------------- | --- |
| Złoty                                                                 | Zwycięzca lub mistrzostwo |
| Srebrny                                                               | 2. miejsce lub wicemistrzostwo |
| Brązowy                                                               | 3. miejsce lub II wicemistrzostwo |
| Zielony                                                               | Ukończył, punktował (w klasyfikacji generalnej, gdy zdobył co najmniej jeden punkt na przestrzeni sezonu, poza trzema powyższymi opcjami) |
| Niebieski                                                             | Ukończył, nie punktował (w klasyfikacji generalnej, gdy nie zdobył co najmniej jednego punktu na przestrzeni sezonu)                      |
| Czerwony                                                              | Nie zakwalifikował się (NZ) |
| Czerwony                                                              | Nie prekwalifikował się (NPK) |
| Różowy                                                                | Nie ukończył (NU) |
| Różowy                                                                | Niesklasyfikowany (NS) (w klasyfikacji generalnej, gdy nie został sklasyfikowany w żadnym wyścigu sezonu)                                 |
| Czarny                                                                | Zdyskwalifikowany (DK) |
| Czarny                                                                | Wykluczony (WYK/EX) |
| Biały                                                                 | Nie wystartował (NW) |
| Biały                                                                 | Kontuzjowany (K/INJ) |
| Biały                                                                 | Wyścig odwołany (OD/C) |
| Bez koloru                                                            | Został wycofany (WYC/WD) |
| Bez koloru                                                            | Nie przybył (NP/DNA) |
| Bez koloru                                                            | Nie brał udziału w treningach (NT/DNP) |
| Bez koloru                                                            | Nie został zgłoszony (–) |
| Pogrubienie                                                           | Start z pole position |
| Kursywa                                                               | Najszybsze okrążenie wyścigu |
| †                                                                     | Nie ukończył, ale jego rezultat został zaliczony ze względu na przejechanie więcej niż 90% dystansu wyścigu.                              |
| *                                                                     | Sezon w trakcie |
| 1/2/3                                                                 | Punktowana pozycja w sprincie kwalifikacyjnym                                                                                             |
| Lista systemów punktacji Formuły 1                                    | |

| Rok  | Zespół            | Wyniki w poszczególnych eliminacjach | Wyniki w poszczególnych eliminacjach | Wyniki w poszczególnych eliminacjach | Wyniki w poszczególnych eliminacjach | Wyniki w poszczególnych eliminacjach | Wyniki w poszczególnych eliminacjach | Wyniki w poszczególnych eliminacjach | Wyniki w poszczególnych eliminacjach | Wyniki w poszczególnych eliminacjach | Wyniki w poszczególnych eliminacjach | Wyniki w poszczególnych eliminacjach | Wyniki w poszczególnych eliminacjach | Wyniki w poszczególnych eliminacjach | Wyniki w poszczególnych eliminacjach | Wyniki w poszczególnych eliminacjach | Wyniki w poszczególnych eliminacjach | Wyniki w poszczególnych eliminacjach | Wyniki w poszczególnych eliminacjach | Punkty | Pozycja |
| ---- | ----------------- | ------------------------------------ | ------------------------------------ | ------------------------------------ | ------------------------------------ | ------------------------------------ | ------------------------------------ | ------------------------------------ | ------------------------------------ | ------------------------------------ | ------------------------------------ | ------------------------------------ | ------------------------------------ | ------------------------------------ | ------------------------------------ | ------------------------------------ | ------------------------------------ | ------------------------------------ | ------------------------------------ | ------ | ------- |
| 2014 | Hilmer Motorsport | ESP                                  | ESP                                  | AUT                                  | AUT                                  | GBR                                  | GBR                                  | DEU                                  | DEU                                  | HUN                                  | HUN                                  | BEL                                  | BEL                                  | ITA                                  | ITA                                  | RUS                                  | RUS                                  | ARE                                  | ARE                                  | 0      | 35      |
| 2014 | Hilmer Motorsport | NU                                   | 20                                   | –                                    | –                                    | –                                    | –                                    | –                                    | –                                    | –                                    | –                                    | –                                    | –                                    | –                                    | –                                    | –                                    | –                                    | –                                    | –                                    | 0      | 35      |